# Кузь-Кудию
Кузь-Кудию — река в России, протекает в округе Вуктыл Республики Коми. Устье реки находится в 10 км по правому берегу реки Семидырка. Длина реки составляет 13 км.
Река берёт начало на восточных склонах хребта Кузь-Кудинёр (1226 м НУМ) к юго-западу от горы Хальмерсале (1258,5 м НУМ), на Северном Урале. Течёт на юго-запад, огибает с юга хребет Кузь-Кудинёр и поворачивает на запад. На всём протяжении имеет характер горного ручья, в среднем течении ширина около 5 м.
Всё течение реки проходит по ненаселённой горной тайге.

## Данные водного реестра
По данным государственного водного реестра России относится к Двинско-Печорскому бассейновому округу, водохозяйственный участок реки — Печора от водомерного поста у посёлка Шердино до впадения реки Уса, речной подбассейн реки — бассейны притоков Печоры до впадения Усы. Речной бассейн реки — Печора.
Код объекта в государственном водном реестре — 03050100212103000062361.